# 小山敬之
小山敬之（2001年12月10日—）是一名日本男子高山滑雪運動員，主攻迴轉項目。

## 生平
小山敬之來自於日本石川縣金澤市，兄長小山陽平也是高山滑雪運動員。2025年，他獲得冬季世界大學運動會和亞洲冬季運動會男子迴轉項目金牌。

## 外部連結
- 小山敬之的Instagram帳戶